# Glogghüs
Glogghüs är en bergstopp i Schweiz.   Den ligger i distriktet Interlaken-Oberhasli och kantonen Bern, i den centrala delen av landet, 70 km öster om huvudstaden Bern. Toppen på Glogghüs är 2 534 meter över havet, eller 558 meter över den omgivande terrängen. Bredden vid basen är 6,7 km.
Terrängen runt Glogghüs är huvudsakligen bergig, men den allra närmaste omgivningen är kuperad. Närmaste större samhälle är Meiringen, 6,8 km sydväst om Glogghüs. 
Trakten runt Glogghüs består i huvudsak av gräsmarker. Runt Glogghüs är det mycket glesbefolkat, med 3 invånare per kvadratkilometer.